# 千坂安親
千坂 安親（ちさか やすちか）は、江戸時代中期の米沢藩の江戸家老。

## 経歴
享保10年（1725年）3月4日 家督相続。
享保14年（1729年）3月9日 侍頭。
享保16年（1731年）9月18日 江戸家老
寛保2年（1742年）4月27日 死去。